# Vlajka Dolnoslezského vojvodství

Vlajka Dolnoslezského vojvodství
Poměr stran: 5:8

Vlajka Dolnoslezského vojvodství, jednoho z vojvodství v Polsku, je tvořena žlutým listem o poměru stran 5:8. Uprostřed listu je černá slezská orlice ze znaku vojvodství.
Orlice je vysoká 7/10 a široká 3/5 šířky listu. Žlutá barva je definována odstínem CMYK 0 10 100 0 (RGB FF D7 00).
Znak vojvodství vychází z historického symbolu, známého již z 13. století.

## Historie
Vojvodství vzniklo v roce 1999. 30. března 2001 přijal Sejmik Dolnoslezského vojvodství (obdoba krajského zastupitelstva v Česku), rozhodnutím č. XXXIII/555/2001, vlajku vojvodství. Vlajka byla tvořena listem o poměru stran 5:8 se dvěma vodorovnými pruhy, bílým a červeným, uprostřed byl umístěn znak vojvodství.
Protože vlajka odporovala ustanovení o užívání polské vlajky, byla v lednu 2008 vytvořena komise pro vytvoření návrhů na novou vlajku vojvodství a prapor vojvody. V internetovém hlasování se však 3/4 hlasujících nelíbil ani jeden z návrhů. V polovině října 2008 bylo projednávání nové vlajky zablokováno a Marek Łapiński, maršálek dolnoslezského sejmiku, navrhl novou vlajku. Tento návrh na 31. zasedání dne 30. října 2008 zastupitelé sejmiku schválili a vlajku přijali (usnesení č. XXXI/496/08).

Vlajka Dolnoslezského vojvodství (2001–2008) Poměr stran: 5:8
Vlajka Dolnoslezského vojvodství (2008–2009) Poměr stran: 5:8

Negativní stanovisko Heraldické komise přinutilo dolnoslezský sejmik přijmout 17. prosince 2009 (usnesení č. XLVII/810/09) novou vlajku, která se však lišila od předchozí pouze drobnou změnou orlice.

## Vlajky okresů Dolnoslezského vojvodství

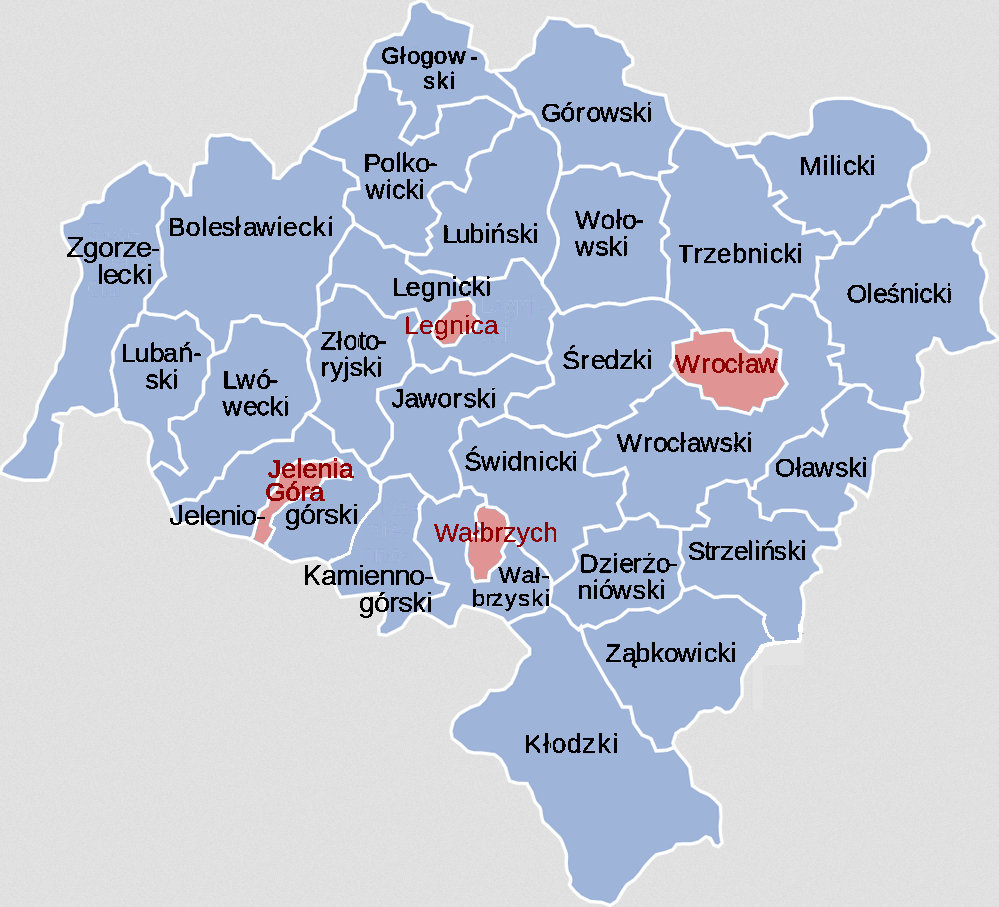
Členění Dolnoslezského vojvodství

Dolnoslezské vojvodství se člení na 4 městské a 26 zemských okresů (polsky Powiat).
Městské okresy

Jelení Hora Poměr stran: 5:8
Lehnice Poměr stran: 5:8
Valbřich Poměr stran: 5:8
Vratislav Poměr stran: 5:8

Zemské okresy

Okres Bolesławiec Poměr stran: 5:8
Okres Dzierżoniów Poměr stran: 4:5 (zobrazená vlajka)
Okres Góra Poměr stran: 5:8
Okres Hlohov Poměr stran: 5:8
Okres Jawor Poměr stran: 5:8
Okres Kamienna Góra Poměr stran: 5:8
Okres Kladsko Poměr stran: 5:8
Okres Krkonoše Poměr stran: 5:8
Okres Lehnice Poměr stran: 5:8
Okres Lubáň Poměr stran: 5:8
Okres Lubin Poměr stran: 5:8
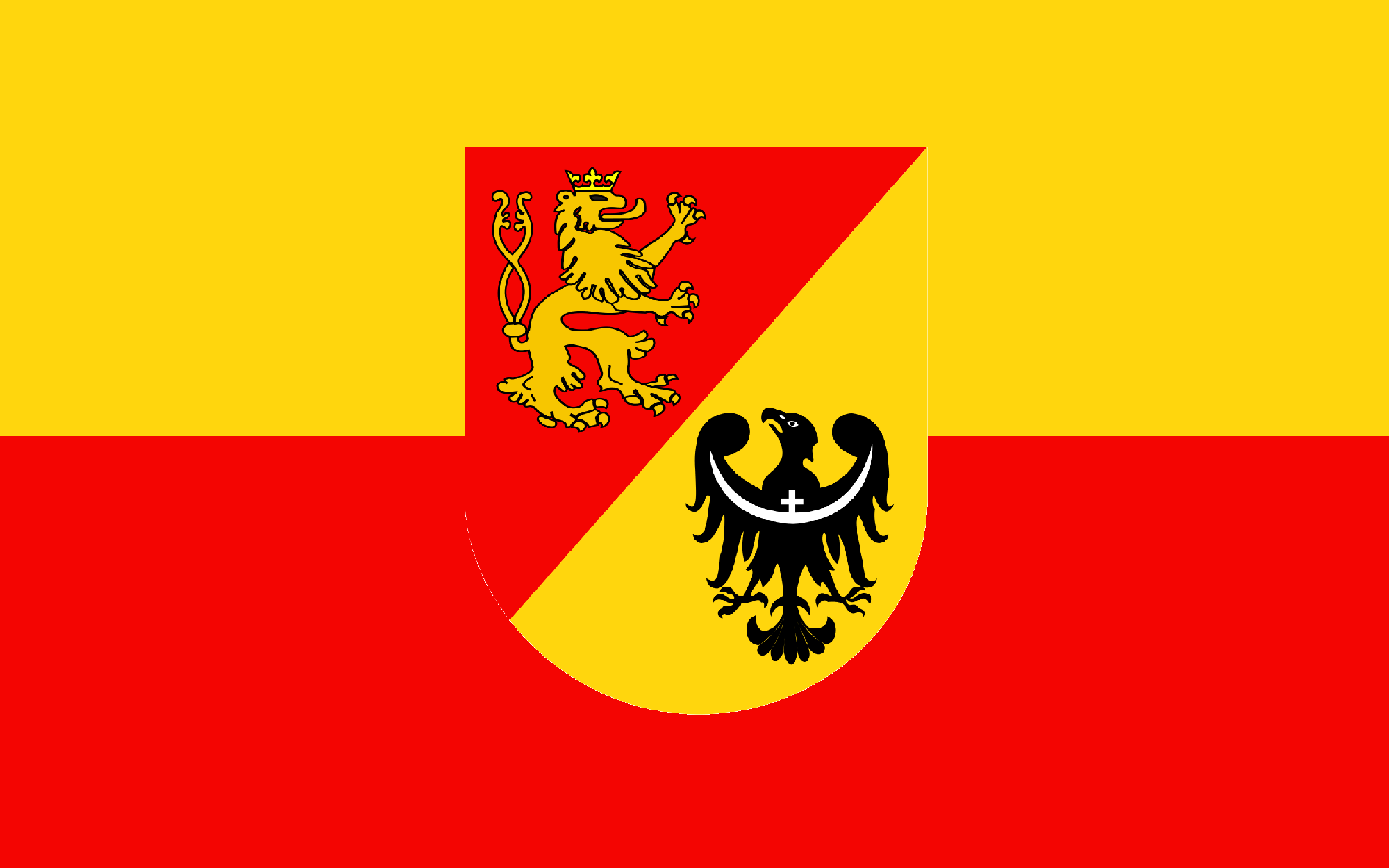
Okres Lwówek Śląski Poměr stran: 5:8
Okres Milicz Poměr stran: 5:8
Okres Olešnice Poměr stran: 5:8
Okres Oława Poměr stran: 5:8
Okres Polkowice Poměr stran: 5:8
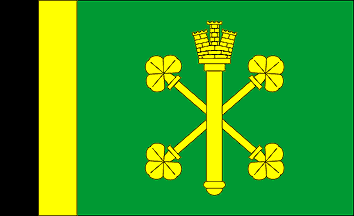
Okres Slezská Středa Poměr stran: 5:8
Okres Strzelin Poměr stran: 5:8
Okres Svídnice Poměr stran: 5:8
Okres Trzebnica Poměr stran: 5:8
Okres Valbřich Poměr stran: 5:8
Okres Wołów Poměr stran: 5:8
Okres Vratislav Poměr stran: 5:8
Okres Ząbkowice Śląskie Poměr stran: 5:8
Okres Zgorzelec Poměr stran: 5:8
Okres Złotoryja Poměr stran: 5:8